# اوئه‌کی، کوماموتو

اوئه‌کی، کوماموتو (به ژاپنی: 植木町 Ueki-machi) یک شهر در فهرست شهرک ها در ژاپن واقع در استان کوماموتو در ژاپن بود.